# Canon EOS 1100D
Canon EOS 1100D — цифровий дзеркальний фотоапарат початкового рівня серії EOS компанії Canon. Орієнтований на непрофесійних фотографів, вперше анонсований 7 лютого 2011 року. Наступна модель цього рівня — Canon EOS 1200D була анонсована у лютому 2014 року.

## Характеристики
- 12.2 ефективних мегапікселя APS-C CMOS сенсор.
- Розміри сенсора: APS-C 22,2 мм × 14,7 мм
- Кроп фактор: 1,6×
- Процесор обробки зображень DIGIC IV.
- 2,7-дюймовий TFT LCD монітор розрішенням 230 000 точок.
- 9-ми точковий автофокус з центральною хрестоподібною точкою.
- EOS вузол самоочищення сенсора.
- Безперервна зйомка з максимальною швидкістю до 3-х кадрів в секунду в режимі JPEG та до 2 кадрів в секунду в кількості 5 кадрів в форматі RAW та 0,8 кадрів в секунду в форматі RAW+JPEG.
- Світлочутливість ISO 100—6400.
- Тип об'єктива Canon EF, Canon EF-S.
- Зйомка відео з максимальною роздільною здатністю 1280 × 720.
- Формати файлів: JPEG, RAW (12-бітний Canon).
- Налаштування користувача (C.Fn).
- Батарея Canon LP-E10, кількість кадрів на один заряд, приблизно: 700
- Приблизна вага 495 гр.